# Ли, Том
То́мас Ли (англ. Thomas Leigh; 2 февраля 1875 — 24 января 1914), также известный как Том Ли (англ. Tom Leigh) и Томми Ли (англ. Tommy Leigh) — английский футболист, нападающий. Характеризовался как «скоростной центрфорвард».

## Футбольная карьера
Уроженец Дерби, Том начал карьеру в местном клубе «Дерби Каунти», выступая за резервную команду клуба. В 1896 году перешёл в «Бертон Свифтс», за который провёл 73 матча и забил 26 мячей. В 1898 году перешёл в «Нью-Брайтон Тауэр», где провёл остаток сезона 1898/99 и большую часть сезона 1899/1900, сыграв за команду в общей сложности 12 матчей и забив 4 мяча.
В марте 1900 года перешёл в клуб «Ньютон Хит» из Манчестера. Первую игру за «язычников» провёл 17 марта 1900 года против «Барнсли» на стадионе «Бэнк Стрит», отметившись забитым мячом в своём дебютном матче за клуб. Всего в сезоне 1899/1900 провёл за команду 9 матчей. В следующем сезоне провёл за «Ньютон Хит» 37 матчей (34 в лиге и 3 — в Кубке Англии), забив 14 мячей и став лучшим бомбардиром клуба в сезоне.
В дальнейшем играл за клубы Южной лиги «Нью-Бромптон» и «Брентфорд».